# Taiúva
Taiúva là một đô thị ở bang São Paulo của Brasil.
Đô thị này nằm ở vĩ độ 21°07'26" độ vĩ nam và kinh độ 48°27'06" độ vĩ tây, trên khu vực có độ cao 630 m. Dân số năm 2004 ước tính là 5.654 người.